# Aspidostemon insignis
Aspidostemon insignis är en lagerväxtart som beskrevs av Van der Werff. Aspidostemon insignis ingår i släktet Aspidostemon och familjen lagerväxter. Inga underarter finns listade i Catalogue of Life.